# Municipio de Summit (Ohio)
El municipio de Summit (en inglés: Summit Township) es un municipio ubicado en el condado de Monroe en el estado estadounidense de Ohio. En el año 2010 tenía una población de 647 habitantes y una densidad poblacional de 10,85 personas por km².

## Geografía
El municipio de Summit se encuentra ubicado en las coordenadas 39°46′59″N 81°14′00″O / 39.78306, -81.23333. Según la Oficina del Censo de los Estados Unidos, el municipio tiene una superficie total de 59.64 km², de la cual 59,63 km² corresponden a tierra firme y (0,01 %) 0,01 km² es agua.

## Demografía
Según el censo de 2010, había 647 personas residiendo en el municipio de Summit. La densidad de población era de 10,85 hab./km². De los 647 habitantes, el municipio de Summit estaba compuesto por el 99,07 % blancos, el 0,31 % eran asiáticos, el 0,15 % eran isleños del Pacífico y el 0,46 % eran de una mezcla de razas. Del total de la población el 0,15 % eran hispanos o latinos de cualquier raza.